# Onychiurus duodecimpunctatus
Onychiurus duodecimpunctatus är en urinsektsart som beskrevs av James P. Folsom 1919. Onychiurus duodecimpunctatus ingår i släktet Onychiurus och familjen blekhoppstjärtar. Inga underarter finns listade i Catalogue of Life.